# Oceanside (Califórnia)
Oceanside é uma cidade localizada no estado norte-americano da Califórnia, no condado de San Diego. Foi incorporada em 3 de julho de 1888.
Junto da cidade encontra-se a Mission San Luis Rey de Francia e Camp Pendleton, uma base dos Marines, a mais activa dos Estados Unidos.

## Geografia
De acordo com o United States Census Bureau, a cidade tem uma área de 109,2 km², onde 106,8 km² estão cobertos por terra e 2,4 km² por água.

## Demografia
Segundo o censo nacional de 2010, a sua população é de 167 086 habitantes e sua densidade populacional é de 1 564,69 hab/km². É a terceira cidade mais populosa do condado. Possui 64 435 residências, que resulta em uma densidade de 603,41 residências/km².

## Galeria de imagens

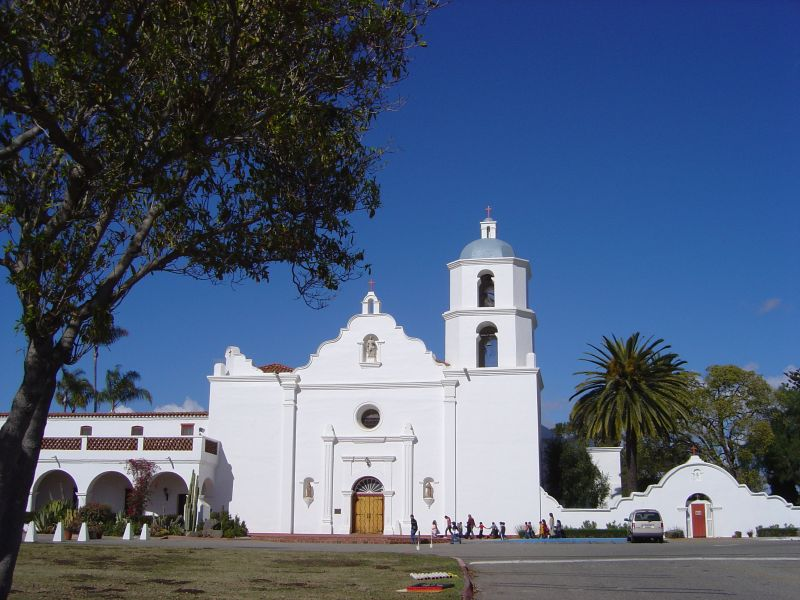
Mission San Luis Rey de Francia, Oceanside
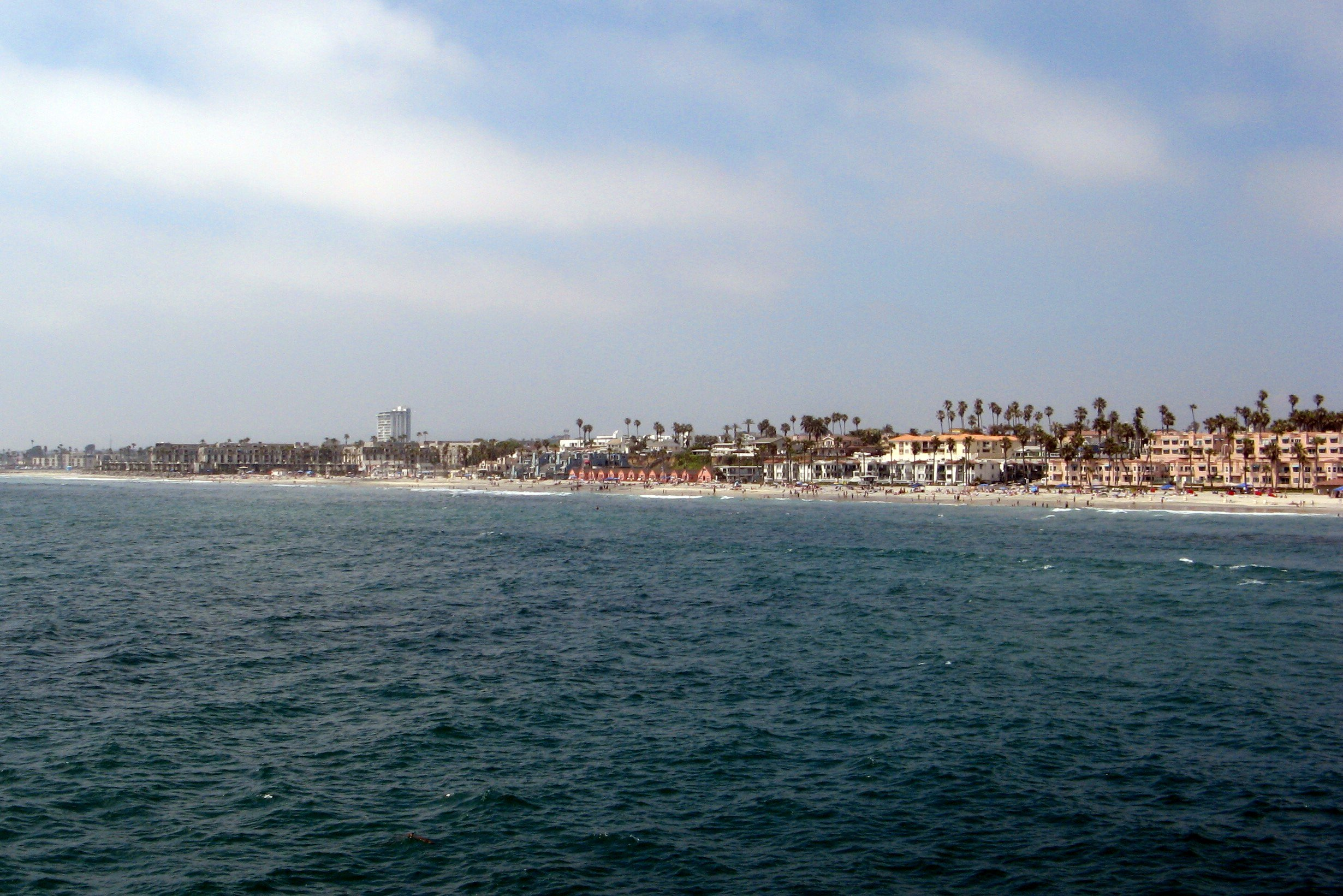
Praia de Oceanside